# ФОНД Діани Макарової
ФОНД Діани Макарової, також Ф.О.Н.Д. (Фонд оперативної національної допомоги) — група активістів з надання допомоги армії та Національній гвардії України, пораненим та біженцям, сім'ям військовослужбовців. Голова Ф.О.Н.Д.-у Макарова Діана Костянтинівна нагороджена Орденом княгині Ольги III ступеня та іменною зброєю від міністра оборони.
Діана Макарова зі своїми близькими та друзями з перших днів Євромайдану надавала допомогу сотням Самооборони Майдану. Її блог Diana_ledi в «Живому журналі» з січня перетворився на штаб допомоги та блогерський фонд, кошти у який перераховували читачі блогу. Навесні бійці самооборони записалися у Національну гвардію і, після підготовки на полігоні в Нових Петрівцях, сформований з них батальйон вирушив на схід, до міста Слов'янськ. Фонд почав допомагати батальйону, поступово підтримка поширилася й на інші підрозділи.
За збір коштів на допомогу українській армії російське керівництво «Живого журналу» заблокувало щоденник Діани Макарової. Роботу фонду спочатку було перенесено на її сторінку у Facebook, пізніше було створено окрему сторінку.
Фонд займається, серед іншого, вивезенням людей із зони бойових дій. Станом на грудень 2016 року з Донбасу було вивезено півтори тисячі людей.
За оцінкою експертів, опитаних Асоціацією благодійників України, за підсумками роботи в 2014 році Фонд входить до числа благодійних і волонтерських проєктів, які діють найбільш ефективно, публічно та прозоро.